# House Park
Der House Park ist ein American-Football- und Fußballstadion in der US-amerikanischen Stadt Austin im Bundesstaat Texas. 

## Geschichte
Das Stadion liegt in der Nähe des alten Campus der Austin High School und wurde 1939 erbaut. Das Bauland stiftete der Diplomat und Politiker Edward Mandell House; er war außenpolitischer Berater von US-Präsident Woodrow Wilson. Später widmete man die Anlage den Gefallenen der Austin High School im Ersten und Zweiten Weltkrieg. Das Stadion besitzt zwei unüberdachte Betontribünen. Seit 2008 besteht das Spielfeld aus einem Kunstrasen. Im Gegensatz zu vielen anderen High-School-Stadien fehlt eine Leichtathletikanlage.
Genutzt wird die Spielstätte heute von der Austin High School sowie von der Anderson High School, der Lanier High School, der Eastside Memorial High School und der McCallum High School. Hauptsächlich werden im Stadion die Footballspiele der Schulen ausgetragen, aber auch Fußball oder Lacrosse finden dort statt.
Der Home Park wurde im August 2009 als neue Spielstätte für die Fußballmannschaft der Austin Aztex der D2 Pro League ausgewählt; nachdem man ein Jahr auf dem Nelson Field der Reagan High School spielte. Die Aztex planten von Beginn an im House Park zu spielen, da es in der Nähe des Stadtzentrums liegt. Wegen der veralteten Einrichtungen wich man auf das Nelson Field aus. Ende 2009 begannen die Arbeiten am Stadion. Es entstanden neue Umkleidekabinen an der Nordseite. Nach zwei Spielzeiten im House Park kam im Oktober 2010 das Ende für die Austin Aztex. Der Franchise-Vertrag ging nach Florida zu Orlando City (USL Pro).
2011 wurde eine Mannschaft unter dem Namen Austin Aztex gegründet. Seit der Saison 2012 trug diese ihre Heimspiele in der USL Premier Development League im House Park aus.